# Editorial BABIDI-BÚ
La editorial BABIDI-BÚ es una editorial española fundada en 2013 en la ciudad de Sevilla. Está especializada en literatura infantil y juvenil. Sus obras son editadas en formato papel, ePub y audiolibro, y en varios idiomas. 

## Historia
La editorial BABIDI-BÚ fue fundada en Sevilla, en el año 2013, con la intención de dar continuidad a la editorial infantil Edimáter que fue creada en 2008 y que no superó las vicisitudes de la crisis económica que comenzó ese mismo año. Especializada en literatura infantil y juvenil, tomó su nombre la película de Disney La Cenicienta y su famosa banda sonora. Sus libros se distribuyen en las principales librerías de España, La Casa del Libro, El Corte Inglés, Fnac, Amazon o DobleDé Libros.
Colabora en distintos proyectos solidarios con la Fundación del Cádiz CF, con la que ha desarrollado además el I Certamen de Relatos “Cuento contigo” (2021), en colaboración con el Ayuntamiento de Cádiz y la Red de Bibliotecas Municipales, para el fomento de la lectura entre los jóvenes. Además ponen en marcha el programa de donaciones de libros a casas de acogidas, ludotecas y espacios infantiles de diferentes asociaciones de Cádiz, como Cruz Roja, Nuevo Futuro, Rebaño de María, Alendoy, Madre Coraje y el Hospital Puerta del Mar. 
En marzo de 2020 comienza a promover actividades online para niños, tales como #TeCuentoMiCuento con cuentacuentos diarios en redes sociales narrados por sus autores. Durante estos días también recopila cientos de microrrelatos cuyo título común es Año 2045: Abuelita, ¿qué pasó en marzo de 2020 en España? y que posteriormente publicará en septiembre de 2020 en un libro digital gratuito.
En mayo de 2020 la obra La Indomia (de I. C. Viro) es clasificada como una de las 100 mejores obras de literatura infantil y juvenil publicadas en español por pequeñas y grandes editoriales de Iberoamérica y Estados Unidos por Fundación Cuatrogatos de Miami.
En diciembre de 2020 publica la recopilación de los cuentos ganadores del Concurso Palabras para la Navidad 2019, organizado por la Cadena Ser.
En mayo de 2021 publica el libro "Los 13 asustadores profesionales más famosos de la historia S.L.U." escrito por los locutores del programa El colegio invisible (Onda Cero), Laura Falcó Lara y Lorenzo Fernández Bueno, e ilustrado por Diana Valdayo. Es un libro solidario que colabora con la Fundación El Gancho, en concreto para su proyecto Tu Casa Azul, en el que también participa la Fundación Infantil Ronald McDonald.
En octubre de 2021 participa como expositor en LIBER 2021, siendo la única editorial infantil andaluza en este evento internacional del libro en España.
Ese mismo mes, publica la obra "El secreto de Tristán", escrita por Silvia Elorriaga Riquelme e ilustrada por María Octavia Russo. Esta obra es considerada material curricular homologado por la Consejería de Educación y Deporte de la Junta de Andalucía, según Resolución del expediente Nº 31/2021, con fecha de 29 de junio de 2021. Además, para la edición de este libro se ha utilizado la fuente Dyslexie, diseñada por Christian Boer para facilitar la lectura a personas con dislexia. En 2022 se lanza la segunda edición.
El 4 de febrero de 2022 renuevan el convenio solidario da colaboración con la fundación Fundación del Cádiz CF para continuar con las donaciones de libros para fomento de la lectura en los sectores más desfavorecidos.
En octubre de 2022 la editorial organizó los "Premios BABIDI-BÚ 2022", en Fira Barcelona, durante el evento LIBER 2022. Se entregaron 21 premios correspondientes a distintas categorías según las temáticas que trata BABIDI-BÚ englobadas en el ámbito de la Literatura Infantil y Juvenil. El maestro de ceramonias del evento fue el actor y cantante Pablo Carbonell.
En enero de 2023 la editorial firma acuerdos de distribución con varios distribuidores regionales italianos que comienzan a distribuir las primeras publicaciones en Italia y, a su vez, se publica, por primera ver, su web en idioma italiano, comenzando así una nueva fase de expansión internacional.
En junio de 2023, la Editorial BABIDI-BÚ y la Fundación Cádiz CF renovaron su convenio, reafirmando su compromiso con la promoción de la lectura. Esta colaboración se centra en el fomento de la lectura entre los más jóvenes, promoviendo valores educativos a través de los libros. La renovación del acuerdo destaca el papel fundamental que ambas organizaciones desempeñan en la promoción de la cultura y la educación a través de la literatura infantil.
El 5 de octubre de 2023, la Editorial BABIDI-BÚ celebró su "X Aniversario" con un evento en el Teatro Alameda de Sevilla. La gala incluyó la entrega de los "II Premios BABIDI-BÚ", que reconocieron a destacados autores y colaboradores del año. Entre los galardonados estuvieron El Ateneo de Sevilla, el programa de Canal Sur TV “La Banda” y la Fundación Cádiz CF. Además, se entregaron premios a 16 autores de literatura infantil en diversas categorías, por sus libros ilustrados para distintas edades y temáticas variadas como inteligencia emocional, diversidad y medio ambiente. La ceremonia, conducida por la periodista Toñi Moreno, destacó la importancia de la imaginación y el aprendizaje a través de la literatura infantil.
El 31 de octubre de 2023, Pablo Carbonell presentó en la Feria del Libro de Sevilla su libro "Mi agüita amarilla", basado en su canción homónima de los 80. Publicado por la editorial BABIDI-BÚ, el libro sirve como recurso educativo para ayudar a los padres en la transición de sus hijos del pañal al váter. Además, rinde homenaje a la generación que creció con la canción original, con ilustraciones de Dinainmita.

## Catálogo
La editorial cuenta con diecinueve colecciones que incluyen álbumes ilustrados, narrativa infantil y narrativa juvenil. Estas se desarrollan en distintas lenguas españolas, tales como catalán, gallego y euskera, aparte del castellano. Aunque también publican obras bilingües.
Entre ellas destacan La Mirada de Daniel que busca potenciar la inteligencia emocional de los niños, la colección Mevés, con libros sobre temática LGTBI destinados a dar visibilidad a la diversidad e integración social, o la colección El Planeta Imaginario que promueve el respeto al medioambiente y la concienciación sobre el cambio climático entre los más jóvenes. También cabe destacar la colección Viva la Vida, con una temática que aborda la comprensión de la muerte y el duelo por la pérdida de un ser querido. 

### Colecciones
- Piquipiqui
- Telesketch
- La casita esdrújula
- El equilibrio de Morfeo
- Wooobooks
- Arte y Crea
- La mirada de Daniel
- Mevés
- El Planeta Imaginario
- Chanquetes
- Clasi que sí
- Música Maestro
- Cuentos para alargar la vida
- Suricatos Teatro
- Suricatos Poesía
- 8 Suricatos
- 10 Suricatos
- 12 Suricatos
- Ginkgo Biloba
- Titanes
- Merimeri
- Viva la Vida

Fuente:

## Autores y obras destacadas
La Editorial BABIDI-BÚ cuenta entre sus firmas más conocidas con Ana Rossetti, escritora española de teatro, poesía y género narrativo, que publicó su obra Aquiles, la pelirroja.
También el periodista y escritor José Manuel García Bautista, especializado en temas de Historia y misterio y habitual colaborador en medios como la Cadena COPE, Canal Sur Radio, ABC o El Correo de Andalucía, ha publicado bajo este sello su obra Sevilla Horror Story.
Además, publican libros clásicos como Las XLIII rimas más románticas para niñ@ enamoradiz@s de Gustavo Adolfo Bécquer, que recoge una selección de rimas románticas del escritor sevillano.
Otros de los autores más emblemáticos y conocidos son los locutores de radio del programa El Colegio invisible (Onda Cero), Laura Falcó Lara y Lorenzo Fernández Bueno, con los que la editorial lleva a cabo el proyecto solidadrio "Los 13 asustadores profesionales más famosos de la historia S.L.U.".
También destaca por su formato el álbum desplegable Soñando Sueños, de Chelo Araque Jiménez, Raúl Ruiz o Sex, El niño de las pinturas y Lucas Carrillo.
La novela infantil "El secreto de Tristán", de Silvia Elorriaga Riquelme, es un libro adaptado para disléxicos y homologado por la Junta de Andalucía en 2021.
Pablo Carbonell es un autor destacado de la editorial BABIDI-BÚ conocido por su libro "Mi agüita amarilla". Este libro, basado en su famosa canción homónima, se ha convertido en una valiosa contribución a la literatura infantil, abordando temas relacionados con la transición del pañal al váter de manera divertida y educativa.